# Wielka Brytania na Zimowych Igrzyskach Olimpijskich 2002
Wielką Brytanię na Zimowych Igrzyskach Olimpijskich 2002 reprezentowało 49 zawodników. Był to dziewiętnasty start Wielkiej Brytanii na zimowych igrzyskach olimpijskich.

## Zdobyte medale
| Medal | Zawodnik                                                                | Dyscyplina sportowa | Konkurencja |
| ----- | ----------------------------------------------------------------------- | ------------------- | ----------- |
| Złoto | Rhona Martin Deborah Knox Fiona MacDonald Janice Rankin Margaret Morton | Curling             | Kobiety     |
| Brąz  | Alex Coomber                                                            | Skeleton            | Kobiety     |

## Wyniki reprezentantów Wielkiej Brytanii

### Biathlon
Mężczyźni
- Michael Dixon

bieg pościgowy - 74. miejsce
bieg indywidualny - 79. miejsce
- Mark Gee

sprint - 72. miejsce
bieg indywidualny - 79. miejsce
- Jason Sklenar

sprint - 74. miejsce
bieg indywidualny - 48. miejsce
- Jason Sklenar
Mark Gee
Michael Dixon
Hugh Pritchard

sztafeta - 19. miejsce

### Bobsleje
Mężczyźni
- Marcus Adam
Lee Johnston

Dwójki - 10. miejsce
- Colin Bryce
Neil Scarisbrick

Dwójki - 22. miejsce
- Neil Scarisbrick
Scott Rider
Philip Goedluck
Dean Ward

Czwórki - 11. miejsce
- Lee Johnston
Phil Harries
David McCalla
Paul Attwood

Czwórki - 14. miejsce
Kobiety
- Cheryl Done
Nicola Gautier-Minichiello

Dwójki - 12. miejsce
- Michelle Coy
Jackie Davies

Dwójki - 11. miejsce

### Curling
Mężczyźni
- Norman Brown, Peter Loudon, Ewan MacDonald, Hammy McMillan, Warwick Smith - 3 zwycięstwa, 6 porażek, wynik końcowy - 7. miejsce

Kobiety
- Debbie Knox, Fiona MacDonald, Rhona Martin, Margaret Morton, Janice Rankin - 7 zwycięstw, 4 porażki, wynik końcowy -

### Łyżwiarstwo figurowe
Pary
- Marika Humphreys
Vitali Baranov

Pary taneczne - 15. miejsce

### Narciarstwo alpejskie
Mężczyźni
- Alain Baxter

slalom - DSQ
- Noel Baxter

slalom - 20. miejsce
- Ross Green

gigant - 29. miejsce
slalom - 22. miejsce
- Gareth Trayner

slalom - 22. miejsce
Kobiety
- Chemmy Alcott

zjazd - 32. miejsce
supergigant - 28. miejsce
gigant - 30. miejsce
slalom - DNF
kombinacja - 14. miejsce
- Emma Carrick-Anderson

slalom - 19. miejsce

### Narciarstwo dowolne
Mężczyźni
- Sam Temple

jazda po muldach - 29. miejsce
Kobiety
- Joanne Bromfield

jazda po muldach - 28. miejsce
- Laura Donaldson

jazda po muldach - 29. miejsce

### Saneczkarstwo
Mężczyźni
- Mark Hatton

jedynki - 25. miejsce

### Short track
Mężczyźni
- Dave Allardice

500 m - 19. miejsce
- Leon Flack

500 m - 22. miejsce
1000 m - 14. miejsce
1500 m - 22. miejsce
- Nicky Gooch

1000 m - 27. miejsce
1500 m - 17. miejsce
Kobiety
- Sarah Lindsay

500 m - 10. miejsce
1000 m - 23. miejsce
1500 m - 24. miejsce
- Jo Williams

500 m - 21. miejsce
1000 m - 9. miejsce
1500 m - 16. miejsce

### Skeleton
Mężczyźni
- Kristan Bromley - 13. miejsce

Kobiety
- Alex Coomber -

### Skoki narciarskie
Mężczyźni
- Glynn Pedersen

Skocznia duża - nie zakwalifikował się
Skocznia normalna - nie zakwalifikował się

### Snowboard
Kobiety
- Lesley McKenna

halfpipe - 17. miejsce